# Parapode

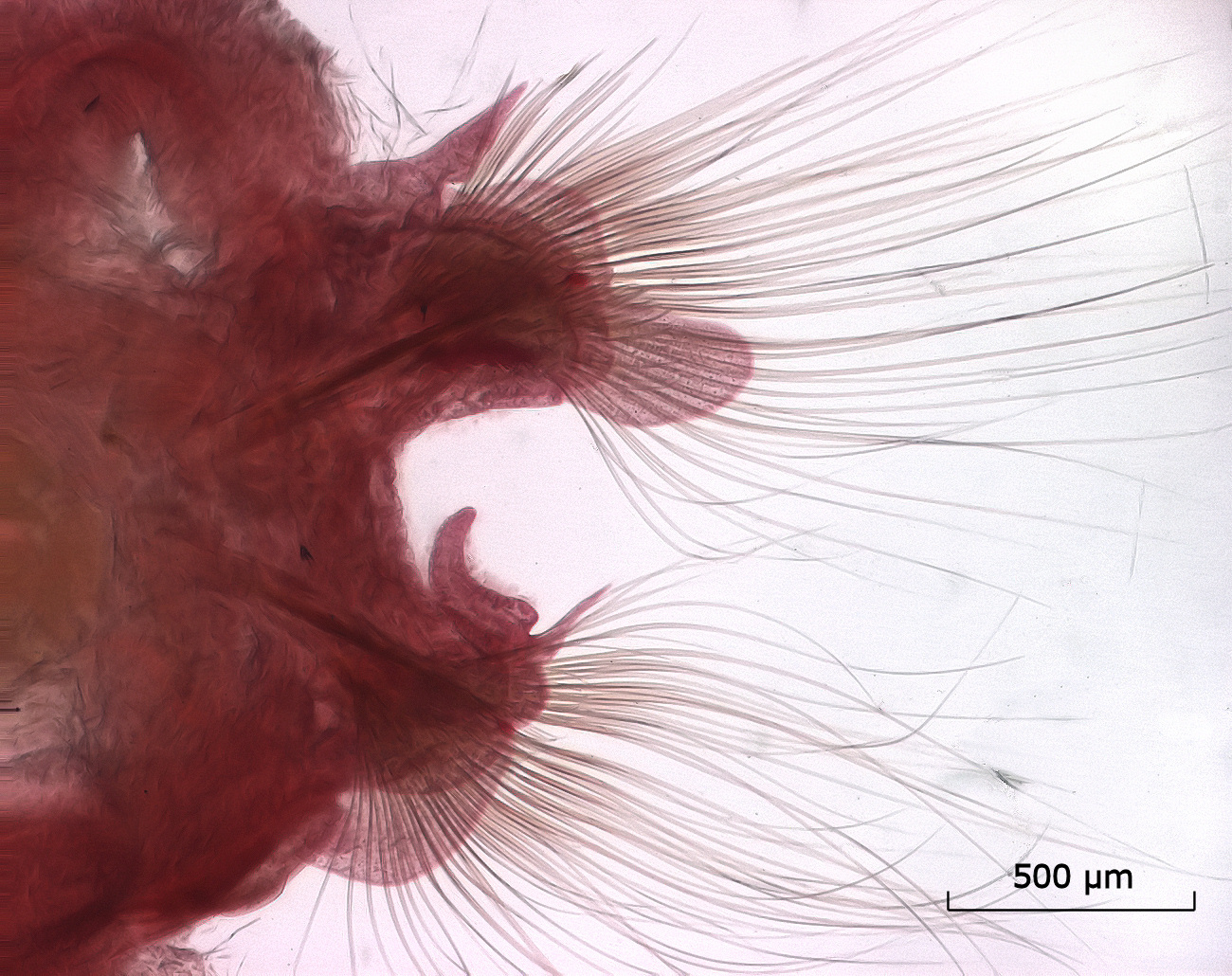
Parapode van Nephtys longosetosa met duidelijk zichtbare notopode, neuropode, aciculae, flappen en chaetae.

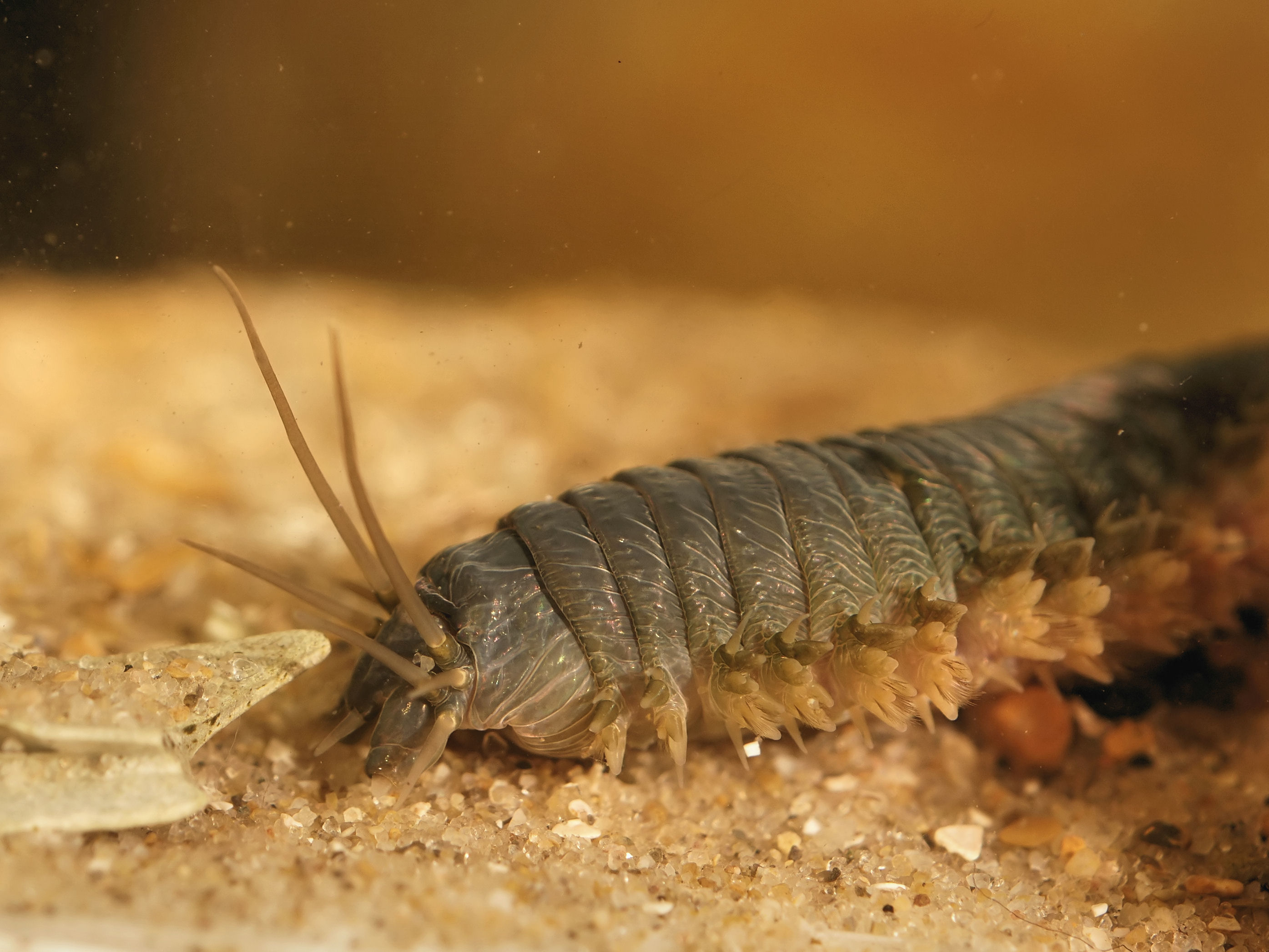
Parapoden van Alitta virens

Parapoden of parapodia (enkv. parapodium uit het Grieks παρά = naast en πούς = voet) zijn zijdelingse uitgroeiingen op segmenten van  borstelwormen en enkele andere ongewervelden. Ze komen altijd paarsgewijs voor en zijn niet geleed.
Parapodia zijn een- of tweetakkig. In het laatste geval (orde Aciculata) bezitten ze een dorsaal notopodium en een ventraal neuropodium. Elk van deze takken wordt ondersteund door een stijve chitineuze stekel, de acicula, die een rol speelt in de mobiliteit van de worm. Op elke tak bevinden zich vaak flappen, chaetae en kieuwen. Deze structuren zijn erg nuttig bij de identificatie van borstelwormen.
De vlezige zijdelingse uitgroeiingen van slakken (Gastropoda) worden ook wel parapodia genoemd. Ze zijn goed ontwikkeld in de zeevlinders, Thecosomata.